# 理查德·S·阿諾德
理查德·謝潑德·阿諾德（英語：Richard Sheppard Arnold，1936年3月26日—2004年9月23日），美國法官。曾任聯邦第八巡迴上訴法院法官、此前出任美國阿肯色西區聯邦地區法院、美國阿肯色東區聯邦地區法院法官。李察·尼克松及比爾·克林頓曾考慮提名阿諾德為最高法院法官。埃默里大學教授Polly Price，阿諾德之前法官助理、其傳記作者聲言阿諾德為傑出法學家，與勒恩德·漢德般人所銘記："或許為無緣任職最高法院之最優秀法官"。

## 生平
1978年8月14日，卡特總統任命民主黨人阿諾德為阿肯色西區、東區聯邦地區法院法官。一年後，即1979年12月19日，卡特提名他為第八巡迴上訴法院法官。。
1980年2月，參議院通過其任命。阿諾德1992年至1998年任該院首席法官。2001年4月1日進入資深狀態。